# یاشنگتسا سوفچنگسکا
یاشنگتسا سوفچنگسکا (به لاتین: Jasienica Sufczyńska) یک روستا در لهستان است که در گمینا بیرچا واقع شده‌است.